# بطولة العالم للدراجات على المضمار 1902
بطولة العالم للدراجات على المضمار 1902 هي الدورة ال10 من بطولة العالم للدراجات على المضمار، أجريت في روما، إيطاليا.

## النتائج النهائية
| المسابقة                              | ذهبية                    | فضية                    | برونزية             |
| ------------------------------------- | ------------------------ | ----------------------- | ------------------- |
| الرجال                                |                          |                         |                     |
| السرعة الفردية                        | Thorvald Ellegaard (DEN) | Harie Meyers (NED)      | Pietro Bixio (ITA)  |
| سباق مطاردة الدراجة النارية للهواة    | Alfred Görnemann (GER)   | فريتز كيلر (دراج) (GER) | Johan Dielhe (GER)  |
| سباق مطاردة الدراجة النارية للمحترفين | Thaddäus Robl (GER)      | Emile Bouhours (FRA)    | إدوارد تايلور (GBR) |